# Scacchiera

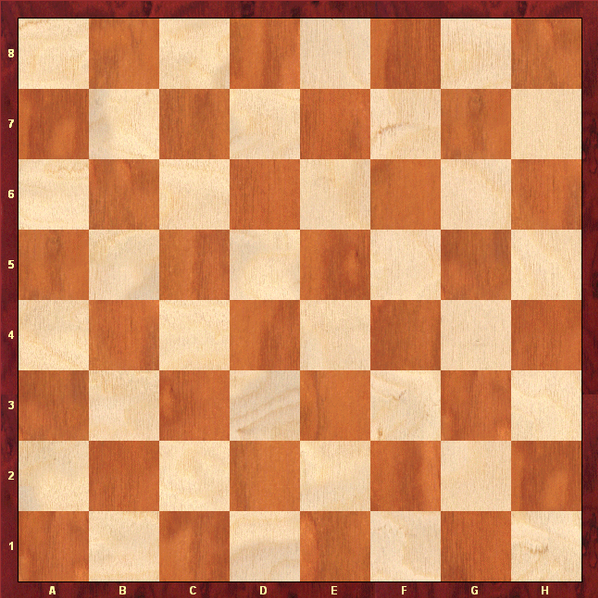
Tavoliere usato per il gioco

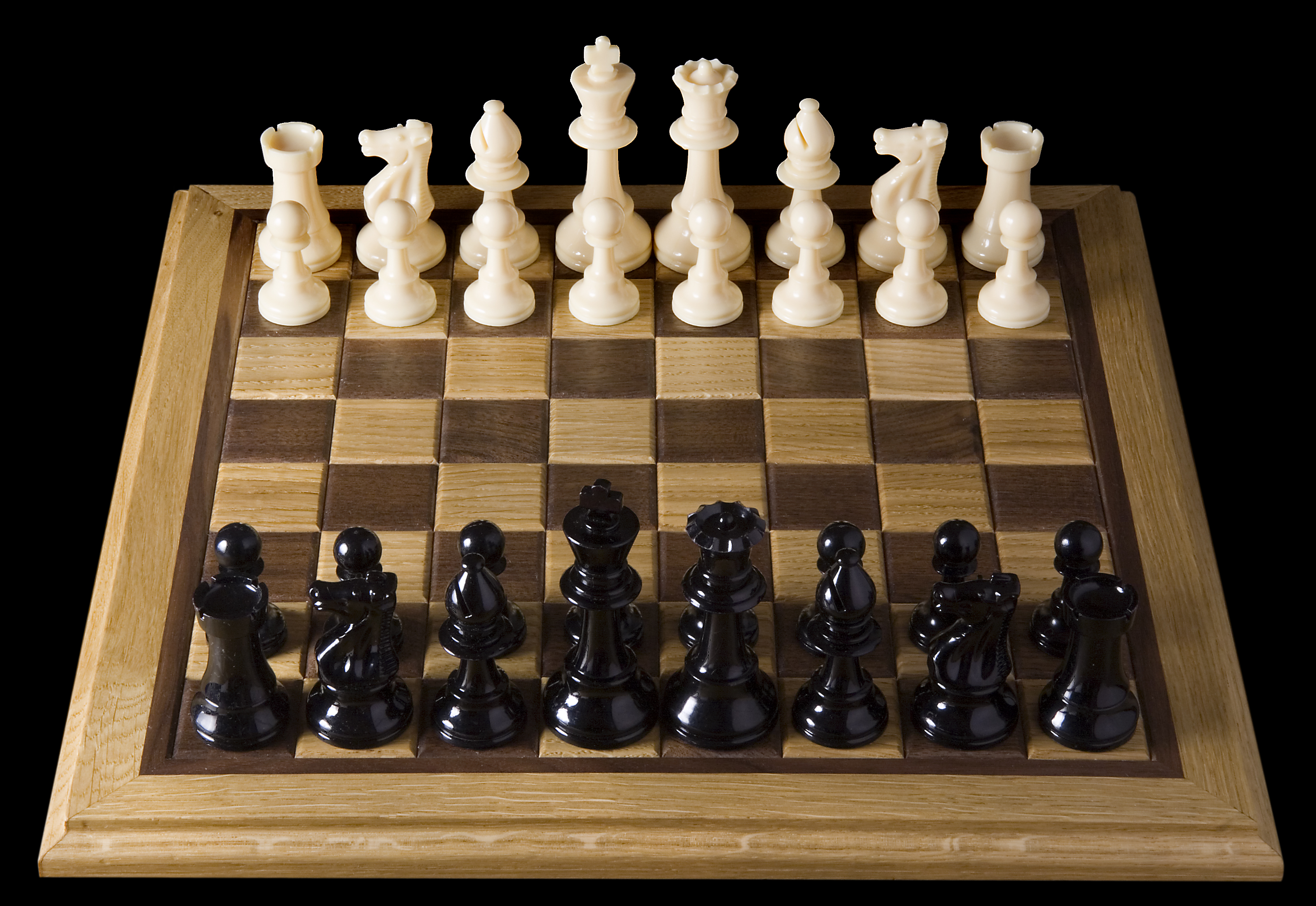
Tipica scacchiera

Il tavoliere usato nel gioco degli scacchi è chiamato scacchiera e consiste di otto righe e otto colonne di quadrati (caselle) sistemati in modo tale che i colori si alternino. La denominazione corretta dei quadrati è case.
Le otto file verticali di case si chiamano colonne, le otto file orizzontali traverse. Le file di case dello stesso colore, coincidenti agli angoli, si chiamano diagonali.
I colori distintivi sono il bianco e il nero, anche se spesso i colori reali usati sono differenti (a seconda del materiale di costruzione usato per fabbricare la tavola). Per esempio, una scacchiera in legno usa legno chiaro per il bianco e legno scuro per il nero. Alcune scacchiere usano anche il bianco e il rosso (anche usato per la dama).
In Europa, fra le prime raffigurazioni artistiche di scacchiere sono notevoli quelle a mosaico nella Basilica di San Savino a Piacenza (XI secolo) e nella Cattedrale di Otranto (XII secolo), e quella dipinta sul soffitto della Cappella Palatina a Palermo (1143).

## Caratteristiche
|   | a                                 | b                                 | c                                 | d                                 | e                                 | f                                 | g                                 | h                                 |   |
| 8 | e8 re del nero · e1 re del bianco | e8 re del nero · e1 re del bianco | e8 re del nero · e1 re del bianco | e8 re del nero · e1 re del bianco | e8 re del nero · e1 re del bianco | e8 re del nero · e1 re del bianco | e8 re del nero · e1 re del bianco | e8 re del nero · e1 re del bianco | 8 |
| 7 | e8 re del nero · e1 re del bianco | e8 re del nero · e1 re del bianco | e8 re del nero · e1 re del bianco | e8 re del nero · e1 re del bianco | e8 re del nero · e1 re del bianco | e8 re del nero · e1 re del bianco | e8 re del nero · e1 re del bianco | e8 re del nero · e1 re del bianco | 7 |
| 6 | e8 re del nero · e1 re del bianco | e8 re del nero · e1 re del bianco | e8 re del nero · e1 re del bianco | e8 re del nero · e1 re del bianco | e8 re del nero · e1 re del bianco | e8 re del nero · e1 re del bianco | e8 re del nero · e1 re del bianco | e8 re del nero · e1 re del bianco | 6 |
| 5 | e8 re del nero · e1 re del bianco | e8 re del nero · e1 re del bianco | e8 re del nero · e1 re del bianco | e8 re del nero · e1 re del bianco | e8 re del nero · e1 re del bianco | e8 re del nero · e1 re del bianco | e8 re del nero · e1 re del bianco | e8 re del nero · e1 re del bianco | 5 |
| 4 | e8 re del nero · e1 re del bianco | e8 re del nero · e1 re del bianco | e8 re del nero · e1 re del bianco | e8 re del nero · e1 re del bianco | e8 re del nero · e1 re del bianco | e8 re del nero · e1 re del bianco | e8 re del nero · e1 re del bianco | e8 re del nero · e1 re del bianco | 4 |
| 3 | e8 re del nero · e1 re del bianco | e8 re del nero · e1 re del bianco | e8 re del nero · e1 re del bianco | e8 re del nero · e1 re del bianco | e8 re del nero · e1 re del bianco | e8 re del nero · e1 re del bianco | e8 re del nero · e1 re del bianco | e8 re del nero · e1 re del bianco | 3 |
| 2 | e8 re del nero · e1 re del bianco | e8 re del nero · e1 re del bianco | e8 re del nero · e1 re del bianco | e8 re del nero · e1 re del bianco | e8 re del nero · e1 re del bianco | e8 re del nero · e1 re del bianco | e8 re del nero · e1 re del bianco | e8 re del nero · e1 re del bianco | 2 |
| 1 | e8 re del nero · e1 re del bianco | e8 re del nero · e1 re del bianco | e8 re del nero · e1 re del bianco | e8 re del nero · e1 re del bianco | e8 re del nero · e1 re del bianco | e8 re del nero · e1 re del bianco | e8 re del nero · e1 re del bianco | e8 re del nero · e1 re del bianco | 1 |
|   | a                                 | b                                 | c                                 | d                                 | e                                 | f                                 | g                                 | h                                 |   |

La scacchiera è sempre posizionata in modo tale che ognuno dei due giocatori abbia l'ultima casa a destra della prima traversa di colore bianco.
Le colonne sono denominate con una lettera che va da a a h cominciando dalla sinistra del giocatore bianco, mentre le traverse sono denominate con i numeri da 1 a 8 sempre cominciando dalla posizione del giocatore bianco. Questa denominazione permette di descrivere in modo univoco ogni casa presente sulla scacchiera e fa parte della notazione algebrica.
All'inizio della partita, i pezzi del giocatore bianco e del giocatore nero vengono sistemati sulla scacchiera nelle prime due traverse (traversa 1 e 2 per il bianco e traversa 8 e 7 per il nero) nel modo seguente:
- La traversa 1 contiene (da sinistra a destra) torre, cavallo, alfiere, donna, re, alfiere, cavallo e torre. La traversa 2 contiene gli otto pedoni. I pezzi neri sulle righe 8 e 7 si dispongono in modo simmetrico a quelli bianchi. In particolare, i due re condividono la stessa colonna (e), così come le due donne (colonna d). Lo stesso concetto si esprime dicendo che ogni donna occupa una casa del suo colore.

I tre pezzi a sinistra della donna sono anche chiamati "torre di donna", "cavallo di donna" e "alfiere di donna". Lo stesso vale per i tre pezzi a destra del re, "torre di re" ecc.
Una scacchiera regolamentare (quella utilizzata nei tornei) deve avere le caselle con lato compreso tra 5 cm e 6,5 cm.
La scacchiera (o damiera) fissa più grande d'Europa si trova a Poggio Imperiale, nel nord Gargano, dove ogni anno è inscenato il Palio di Dama Vivente.
Un'altra notevole scacchiera (o damiera) fissa, anch'essa utilizzata per manifestazioni di dama vivente, si trova a Castelvetro di Modena.